# Gare de Montgeroult - Courcelles
Pour les articles homonymes, voir Gare de Courcelles.
La gare de Montgeroult - Courcelles est une gare ferroviaire française de la ligne de Saint-Denis à Dieppe, située sur le territoire de la commune de Montgeroult, à proximité de Courcelles-sur-Viosne dans le département du Val-d'Oise en région Île-de-France.
C'est une gare SNCF desservie par les trains du réseau Transilien Paris Saint-Lazare (ligne J).

## Situation ferroviaire
Cette gare est située au point kilométrique 36,496 de la ligne de Saint-Denis à Dieppe. Son altitude est de 43 mètres.

## Histoire
On aperçoit la façade de la gare dans le film La Délicatesse, de Stéphane et David Foenkinos, sorti en 2011. Nathalie (Audrey Tautou) y donne rendez-vous à Markus (François Damiens).
Après avoir vu la desserte de la gare devenir moins attractive en 2017 puis avoir été menacée de fermeture pendant plusieurs années, Île-de-France Mobilités, l'Autorité organisatrice de la mobilité en Île-de-France a décidé en 2019 d'adapter les quais aux caractéristiques des nouvelles rames Francilien, garantissant la pérennité de la gare mais sans revenir sur la réduction de sa desserte.

## Fréquentation
De 2015 à 2023, les estimations de la SNCF sont les suivantes :
| Année         | 2015   | 2016   | 2017   | 2018   | 2019   | 2020   | 2021   | 2022   | 2023   |
| ------------- | ------ | ------ | ------ | ------ | ------ | ------ | ------ | ------ | ------ |
| Fréquentation | 31 502 | 32 647 | 27 669 | 22 831 | 19 162 | 11 168 | 21 034 | 24 391 | 23 765 |

## Service des voyageurs

### Desserte
Elle est desservie par les trains du réseau Transilien Paris Saint-Lazare. La gare est desservie à raison d'un train toutes les deux heures aux heures creuses et d'un train toutes les heures environ aux heures de pointe.

### Intermodalité
La gare est desservie par les lignes 95-24 et 95-41 du réseau de bus du Vexin.

## Galerie de photographies

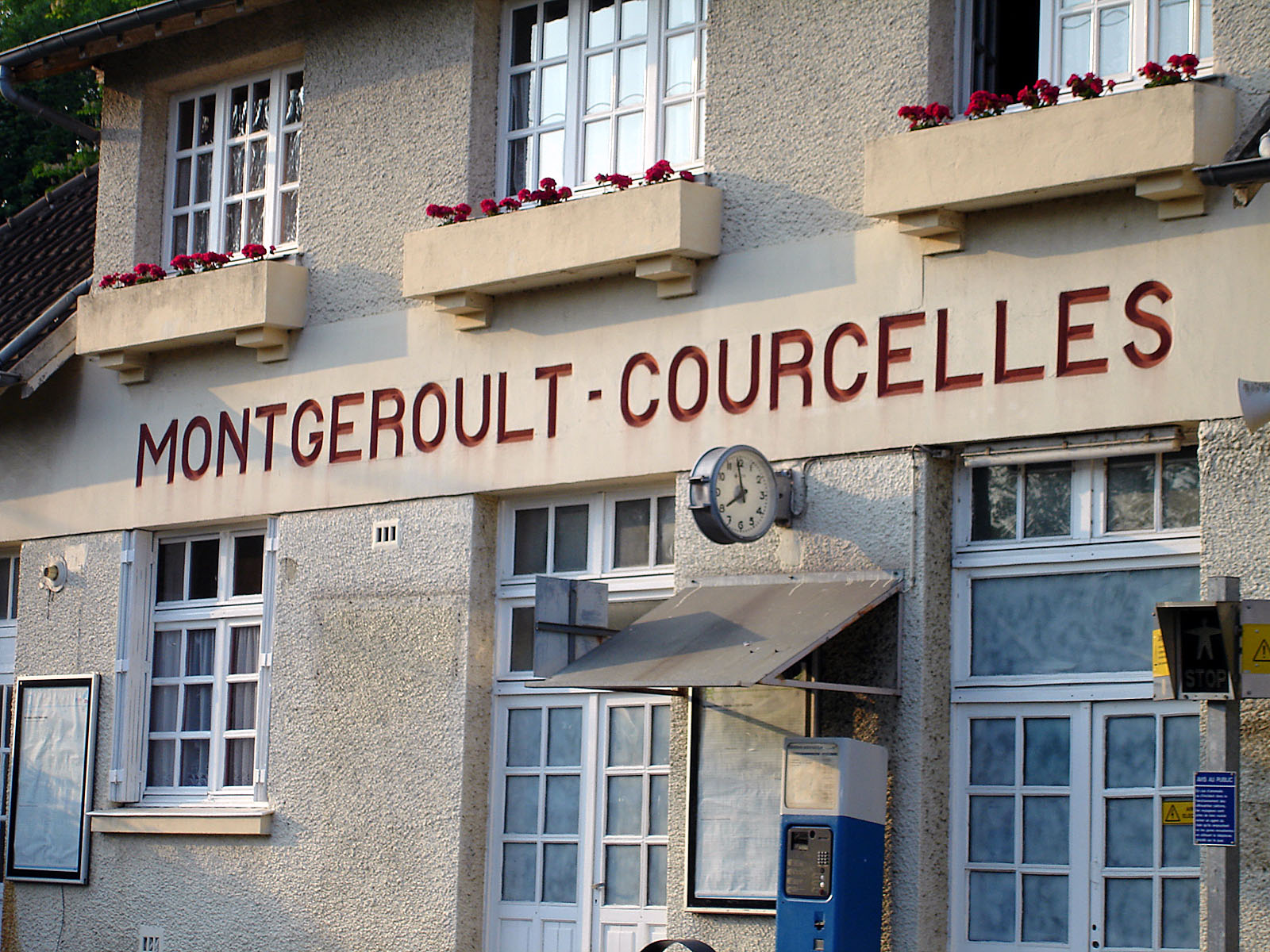
Nom de la gare sur le bâtiment voyageurs.
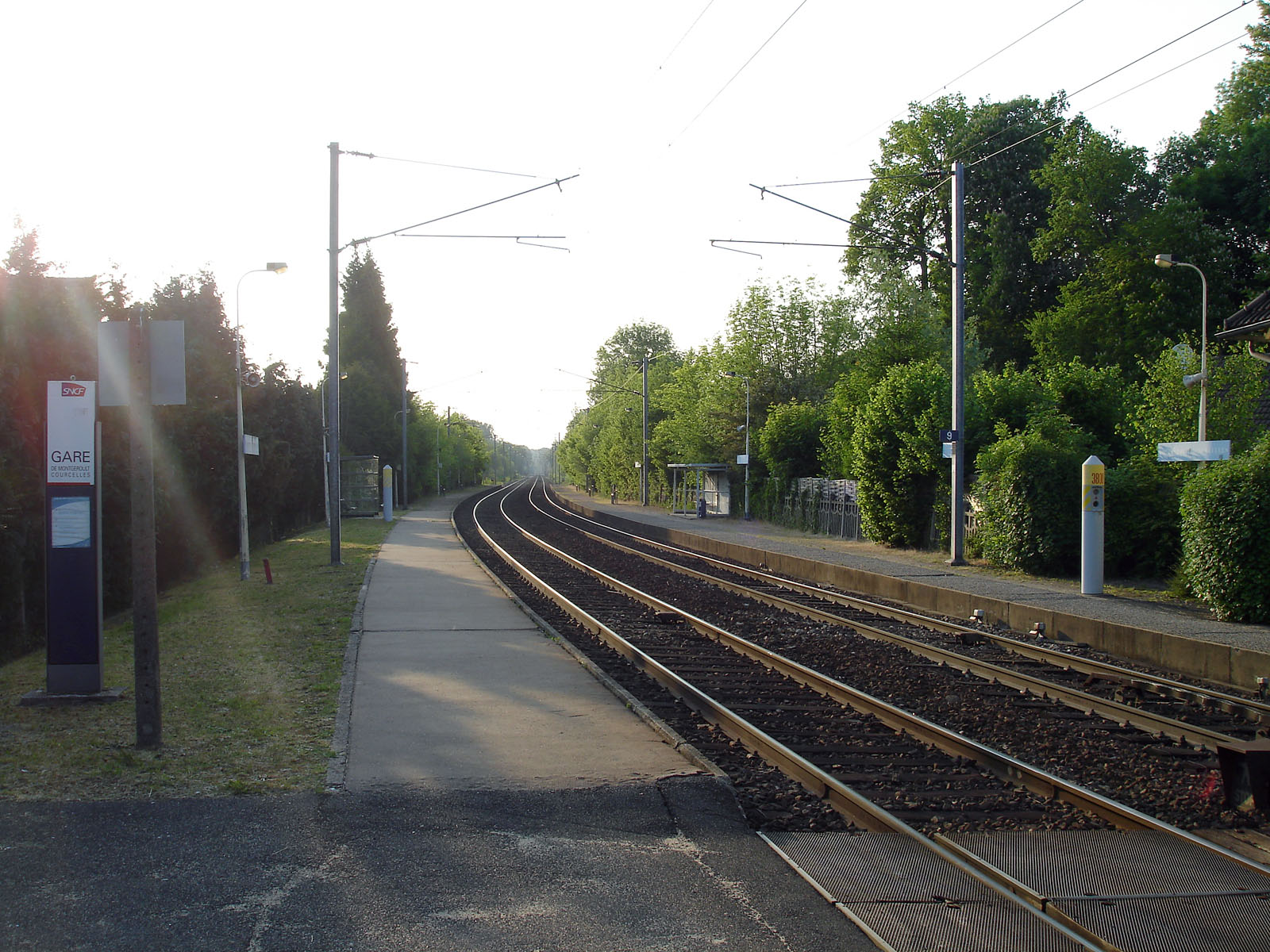
Quais en direction de Gisors.
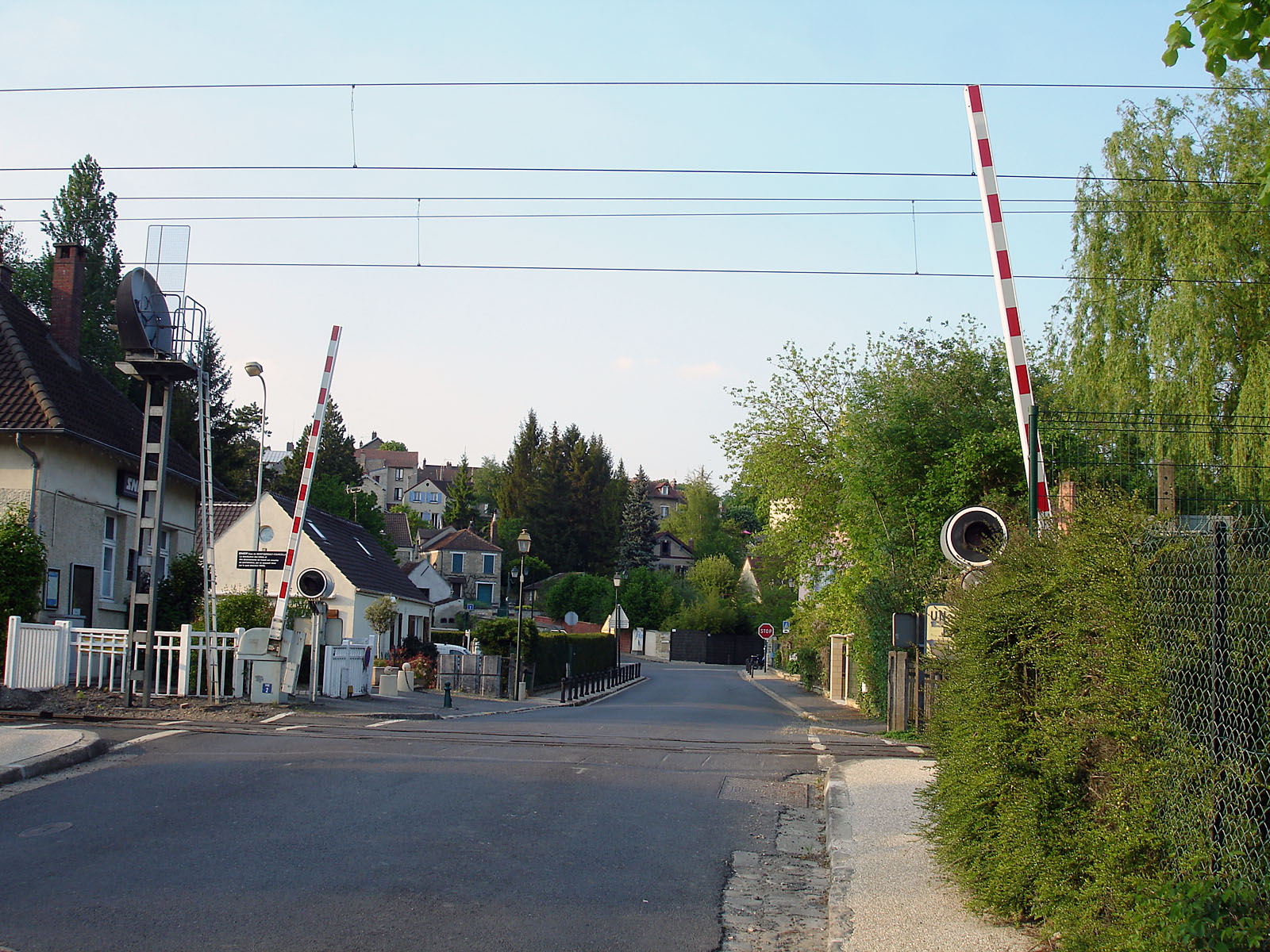
Le passage à niveau vu vers Montgeroult.
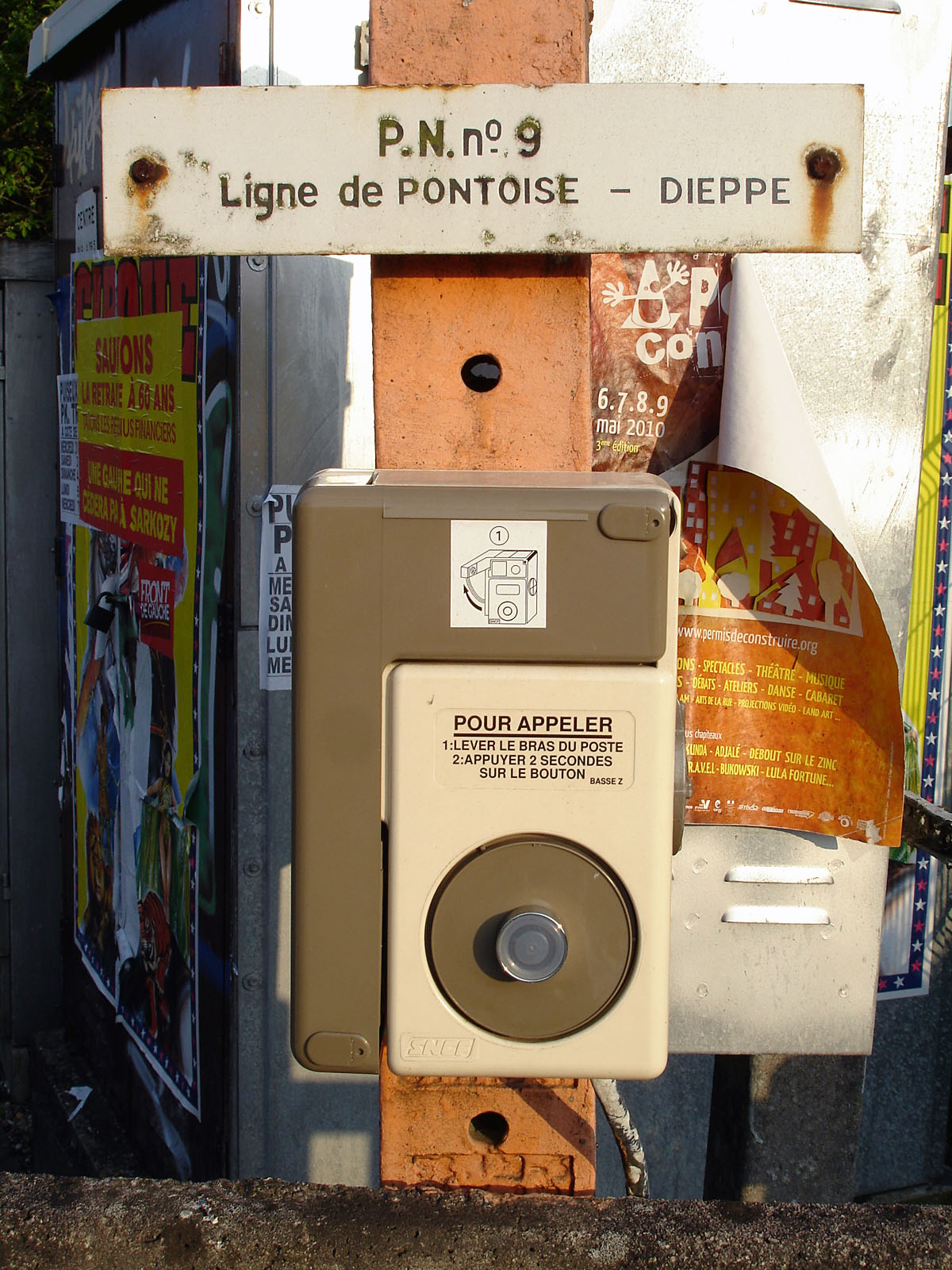
Téléphone du passage à niveau.